# Bernardino Milon
Pour les articles homonymes, voir Milon.
Bernardino Mìlon (Termini Imerese, 4 septembre 1829 - Rome, 20 mars 1881) est un général et homme politique italien.
Ancien élève de l'école militaire Nunziatella de Naples (cours 1842-1848), devenu officier bourbonien, il s'engage dans l'armée nationale en 1860, participe à la guerre de 1866 et se distingue dans la répression du brigandage en Calabre avec le grade de colonel (colonnello) en tant que chef d'état-major du général Sacchi. Major général en 1877, il est plusieurs fois secrétaire général du ministère de la Guerre, est député à partir de mai 1880 et ministre de la Guerre dans le cabinet Cairoli III (1880).

## Biographie
Bernardino Mìlon - fils de Pietro et Cecilia Voces, est né le 4 septembre 1829 à Termini Imerese. Sa famille était une famille militaire d'origine espagnole: les officiers étaient son père et son oncle, Francesco, qui fut le dernier gouverneur de Gaeta et signa sa reddition en février 1861.
Il est initié à la carrière militaire et, le 29 octobre 1842, il est admis au collège militaire de Naples (École militaire Nunziatella) en tant qu'élève à demi-carré, c'est-à-dire avec une exemption partielle des frais de scolarité, un avantage qui était normalement accordé aux familles de militaires. À la Nunziatella, il suit le cursus complet des officiers de l'armée, qu'il quitte en octobre 1849 en tant qu'Aspirant (alfiere), affecté à la brigade d'artillerie. Lieutenant (tenente) l'année suivante dans la compagnie d'artillerie à cheval, en septembre 1852 il est transféré au régiment "Re Artiglieria", obtenant sa nomination comme premier lieutenant deux mois plus tard. Promu capitaine (capitano) et renvoyé à la brigade d'artillerie en janvier 1856, il est nommé le 1er juillet 1860 capitaine de première classe et peu après, le 2 août, envoyé en Calabre comme chef d'état-major de la 3e brigade sous le commandement du général B. Marra.
A son arrivée à Reggio de Calabre, qui coïncide avec le premier débarquement des volontaires de Garibaldi sur le continent, Milon passe sous les ordres du général Fileno Briganti, le nouveau commandant de la brigade, qui est immédiatement déplacée hors de la ville. Le 21 août, il est aux côtés du général lors de la tentative ratée de reprendre Reggio aux Garibaldiens et de débloquer son château. Le lendemain, il conduit huit compagnies du 1er régiment de ligne au camp de Piale et assiste au conseil de guerre des commandants des Bourbons qui s'ensuit. L'indécision paralysante avec laquelle se termina le conseil, ainsi que l'absence de scrupules et l'audace des commandants de Garibaldi, conduisirent à l'ouverture de négociations qui, en seulement vingt-quatre heures, provoquèrent le démantèlement complet et la retraite des troupes des Bourbons de Calabre. Le 23 août 1860, Milon décide de ne pas suivre le général Briganti dans sa retraite, qui est tué le même jour par les troupes en révolte. Au lieu de cela, il est resté à Villa San Giovanni avec la conscience d'avoir accompli son devoir jusqu'au bout, comme il l'a écrit des années plus tard à Ludovico Quandel. Cette décision, très probablement déterminée par la perception de l'effondrement de l'armée des Bourbons et de l'impossibilité pour la dynastie de conserver le trône, est le premier pas d'un parcours qui, en un peu plus d'un mois, le verra retourner à Naples, où est arrivé Giuseppe Garibaldi, et y demander l'aide du Pape. Garibaldi est arrivé, et là, il demande à rejoindre l'armée du Sud.
La demande est acceptée et un décret dictatorial du 22 octobre le nomme major (maggiore) de l'état-major général. Avec ce grade et cette position, en janvier 1861, Milon est l'un des premiers officiers ex-Bourbon à rejoindre l'armée italienne, avec laquelle il participe aux dernières étapes de la campagne.
À partir de novembre 1862, Milon est à Florence en tant que sous-chef d'état-major du 5e département militaire et, à partir de février 1863, en tant que chef d'état-major de la division militaire locale - ce qui témoigne de ses compétences reconnues. À l'occasion de la guerre pour la libération de la Vénétie, le 27 mai 1866, il est nommé chef d'état-major de la 10e division active; cinq jours plus tard, il est transféré avec la même fonction à la 17e division avec laquelle, sous les ordres de Raffaele Cadorna et affecté à l'armée du Pô, il participe à la dernière phase de la guerre en Vénétie et dans le Frioul. Au cours de la campagne, il est promu lieutenant-colonel (tenente colonnello), le 28 juillet, et avec ce grade, à la fin du conflit, il est chargé de l'état-major de la nouvelle division territoriale d'Udine.
À partir du 4 février 1867, il apparaît comme attaché au bureau supérieur de l'état-major général à Florence. Au cours des deux années suivantes, en rapport avec sa nouvelle affectation, il effectue des inspections prolongées à Turin, Bari et Udine, pour être affecté à partir d'avril 1868 à la division militaire de Catanzaro pour les opérations de répression du banditisme. Il ne s'agit plus du grand banditisme du début des années 1860, mais de quelques bandes, composées de moins d'une centaine d'éléments, même si elles sont bien implantées dans la région et disposent d'un vaste réseau de complicités. La chute de la loi Pica le 31 décembre 1865 avait entraîné une augmentation de leur activité, les brigands et les complices se sentant moins exposés à la répression. Le commandant de la zone militaire de Calabre, le général garibaldien Gaetano Sacchi, accueille l'arrivée de Milon, qui en mai est placé à la tête d'une zone militaire comprenant les districts de Rossano et de Castrovillari.
Les mesures habituelles de lutte contre le banditisme se sont vite révélées insuffisantes : le réseau de complicité fourni par les "manutengoli", qui aidaient les bandits par parenté, par intérêt ou par peur, ne pouvait être brisé, faute de mesures et de lois exceptionnelles. Milon a ensuite ordonné de tuer les suspects en simulant des incidents ou en supprimant les tentatives de fuite. En l'espace d'un mois, il y a eu une trentaine de cas de ce type, "pour obtenir le résultat, comme c'était en fait le cas, de terrifier ces populations" (comme l'écrit le ministre dans une lettre à Gaetano Sacchi). Donc, pendant l'été, le gang "Romanello" a été formé et le gang "Faccione" dissous. Les protestations suscitées par ces systèmes ont fait suspendre temporairement les mesures extra législatives. En décembre, Milon recourt à l'interdiction d'apporter de la nourriture hors des villes et à la concentration des troupeaux dans quelques pâturages gardés par des bergers armés, mais le banditisme ne cesse pas: le même mois, Milon est blessé lors d'un affrontement avec la bande de Domenico Straface, appelée "Palma"", dans la brousse depuis 1848. Lorsqu'il menace de quitter son poste au printemps 1869, la société et les autorités lui demandent de rester, ce qu'il fait en rétablissant les systèmes utilisés précédemment. En juillet, le chef de la bande, Straface, est tué par un complice. À la fin de l'année, on peut considérer que l'état d'urgence est terminé, avec 86 brigands tués, dénoncés ou arrêtés, avec 200 "mainteneurs" déférés aux autorités judiciaires et pas moins de 86 morts par "accident" ou lors de tentatives d'évasion.
Conscient du fait que ses actions pouvaient supprimer les effets mais pas les causes du brigandage, Milon avait accompli sa tâche avec l'approbation et le soutien de Gaetano Sacchi. Son départ en janvier 1870 entraîne une reprise brève et limitée du brigandage ; mais il suffit que Milon revienne en mai pour éteindre les derniers foyers.
Malgré une campagne de presse acharnée et des protestations auprès de la Chambre des députés de Calabre, aucune enquête n'a été ouverte sur le travail de Milon qui, en effet, "pour les services distingués rendus et les nombreux mérites acquis dans la répression du brigandage dans les provinces du Sud" - comme il était écrit dans les motivations - a d'abord reçu la croix d'officier de l'ordre de la Couronne d'Italie et ensuite même celle de l'ordre militaire de Savoie.
En octobre 1870, il est affecté au commandement du 12e régiment d'infanterie "Casale", qu'il occupe jusqu'en juin 1872, date à laquelle il est nommé chef d'état-major du commandement général des troupes en Sicile, dont il devient le chef effectif le 1er janvier 1874. Il reste à Palerme jusqu'au 27 mai 1877 où, promu général de division (maggiore generale), il devient commandant en second de l'état-major général et, immédiatement après, il est nommé aide de camp honoraire du roi.
Par décret du 31 mars 1878, Milon est nommé secrétaire général du ministère de la Guerre, poste qu'il occupe sous les ministres Giovanni Bruzzo, Cesare Bonelli et Gustavo Mazè de la Roche, se consacrant avant tout au renforcement des frontières et au renouvellement de l'armement, notamment en renforçant l'usine d'armement de Terni. En 1880, la circonscription de Bari l'élit comme député de la XIVe législature du royaume d'Italie et, le 27 juillet de la même année, il est nommé ministre de la Guerre dans le cabinet Cairoli III. Il est resté trop peu de temps à la tête du département pour mener à bien toutes les activités qu'il aurait souhaité, même s'il faut reconnaître qu'il était plus intéressé par la consolidation de l'armée que par l'augmentation de ses effectifs. En octobre 1880, il réunit le Comité d'état-major et demande un nouveau plan pour les fortifications du Royaume ; puis il présente à la Chambre trois projets de loi concernant des modifications dans le recrutement, la création d'un poste subsidiaire d'officier et l'augmentation des pensions des officiers ayant participé aux campagnes de 1848 et 1849.
Gravement malade du cœur, Milon ne peut plus rien faire, laissant le ministère entre les mains du nouveau secrétaire général Luigi Pelloux. Espérant une improbable amélioration, il ne veut pas quitter son poste : il est encore en fonction lorsqu'il meurt à Rome le 20 mars 1881.

## Décorations
- Officier de l'ordre de la Couronne d'Italie

- Officier de l'ordre militaire de Savoie

## Source
- (it) Cet article est partiellement ou en totalité issu de l’article de Wikipédia en italien intitulé « Bernardino Milon » (voir la liste des auteurs).